# Many Men (Wish Death)
Many Men (Wish Death) è un singolo del rapper statunitense 50 Cent, pubblicato il 6 maggio 2003 come terzo estratto dal primo album in studio Get Rich or Die Tryin'.